# Lev Lopatin
Lev (Leo) Michajlovič Lopatin (rusky Лев Миха́йлович Лопа́тин; 1. červnajul./ 13. června 1855greg. Moskva – 21. března 1920 tamtéž) byl ruský filozof a psycholog, jeden z hlavních představitelů filozofie personalismu v Rusku.

## Životopis
Lopatin byl profesorem Moskevské univerzity, po Grotově smrti redaktorem časopisu Otázky filozofie a psychologie (rusky Вопросы философіи и психологіи, Voprosy filosofii i psichologii). Po určitou dobu měl zálibu v spiritismu. Nikdy se neoženil. Před přáteli říkal, že člověk nezemře, dokud nesplní své životní poslání na zemi. Lopatin zemřel ve věku 64 let na chřipku zkomplikovanou zápalem plic.

## Lopatinova filozofie
Lopatin se ve své základní práci Pozitivní úkoly filozofie (rusky Положительные задачи философии, Položitělnyje zadači filosofii) a v článcích otištěných v časopise Voprosy filosofii i psichologii snažil vyvrátit materialismus a hlásal takzvaný „monistický spiritualismus“. Svět chápe jako jeden organismus, v jehož centru stojí jedno Absolutno: Bůh. Ten také vytváří početnost pozemských bytostí. Lopatin se nacházel pod vlivem Leibnizovy monadologie a přejal jeho teleologii. Základ světa tvoří podle Lopatinova tvrzení „tvůrčí síla ducha“, duchovní princip. Materiálnímu světu předchází „mravní ideál“, který má svobodu vůle a tvorby. Ve světě je mnoho „individuálních duchovních center“, které se vyznačují svojí nezávislou tvorbou. Filozof musí být proniknut spekulativním mysticismem a filozofie nemá vystupovat proti náboženství, ale v jednotě s náboženstvím.

## Kritika
Lenin v Materialismu a empiriokriticismu charakterizoval Lopatina jako „filosofického černosotněnce“, který zaměřil převážnou část svého zájmu na pomezní oblast filozofie a policajství.

## Dílo
- Dílo Лев Михайлович Лопатин ve Wikizdrojích (rusky)